# Prvenstvo Avstralije 1964
Prvenstvo Avstralije 1964 v tenisu.

## Moški posamično
Roy Emerson :  Fred Stolle, 6–3, 6–4, 6–2

## Ženske posamično
Margaret Court :  Lesley Turner Bowrey, 6–3, 6–2

## Moške dvojice
Bob Hewitt /  Fred Stolle :  Ken Fletcher /  Roy Emerson, 6–4, 7–5, 3–6, 4–6, 14–12

## Ženske dvojice
Judy Tegart Dalton /  Lesley Turner Bowrey :  Robyn Ebbern /   Margaret Court, 6–4, 6–4

## Mešane dvojice
Margaret Smith Court /  Ken Fletcher :  Jan Lehane O'Neill /  Mike Sangster, 6–3, 6–2